# Kirchenkreis Mühlhausen
Der Evangelische Kirchenkreis Mühlhausen ist einer von 37 Kirchenkreisen der Evangelischen Kirche in Mitteldeutschland. Der Kirchenkreis gehörte bis zu dessen Auflösung zum Propstsprengel Eisenach-Erfurt; seit 2022 gehört er zum Bischofssprengel Erfurt. Er entstand in seiner jetzigen Form 1999 durch den Zusammenschluss der Kirchenkreise Mühlhausen, Eichsfeld und Langensalza innerhalb der Evangelischen Kirche der Kirchenprovinz Sachsen. Im Kirchenkreis kümmern sich 26 Pfarrer um rund 28.000 Gemeindemitglieder mit 107 Kirchen.

## Lage
Der Kirchenkreis befindet sich im Nordwesten Thüringens und umfasst den Unstrut-Hainich-Kreis und den Westen des Landkreises Eichsfeld. Er reicht vom Nationalpark Hainich im Süden bis zur niedersächsischen Grenze im Norden. Im Westen wird er durch Hessen, im Norden durch den Kirchenkreis Südharz, im Osten durch die Kirchenkreise Bad Frankenhausen-Sondershausen und Eisleben-Sömmerda, im Süden durch Kirchenkreis Gotha und im Südwesten durch den Kirchenkreis Eisenach-Gerstungen begrenzt. Sitz der Superintendentur ist die Stadt Mühlhausen/Thüringen.

## Aufgaben
Neben der Gemeindearbeit umfasst die Arbeit des Kirchenkreises Mühlhausen die folgenden Bereiche: Ev. Kinder- & Jugendarbeit, Einrichtungen und Diakonie, Ehrenamt, Kirchenmusik und Klinikseelsorge.

## Pfarrbereiche
Der Kirchenkreis ist in drei Pfarrbereiche unterteilt, die sich an ehemaligen Landkreisgrenzen orientieren.

### Eichsfeld
Zum Bereich Eichsfeld gehören die Pfarrbereiche Arenshausen, Dingelstädt, Großtöpfer, Heiligenstadt, Leinefelde-Dingelstädt, Rüdigershagen, Tastungen, Wahlhausen und Worbis.

### Mühlhausen
Zum Bereich Mühlhausen gehören die Pfarrbereiche: Ammern, Bollstedt, Horsmar, Felchta, Großburschla, Kammerforst-Langula, Mühlhausen, Oberdorla und Treffurt.

### Bad Langensalza
Zum Bereich Bad Langensalza gehören die Pfarrbereiche Bad Langensalza St. Bonifacii / St. Stephani / Ufhoven,  Bad Tennstedt, Großengottern, Großvargula, Grumbach-Henningsleben, Kirchheilingen und Schönstedt.